# Panistruga

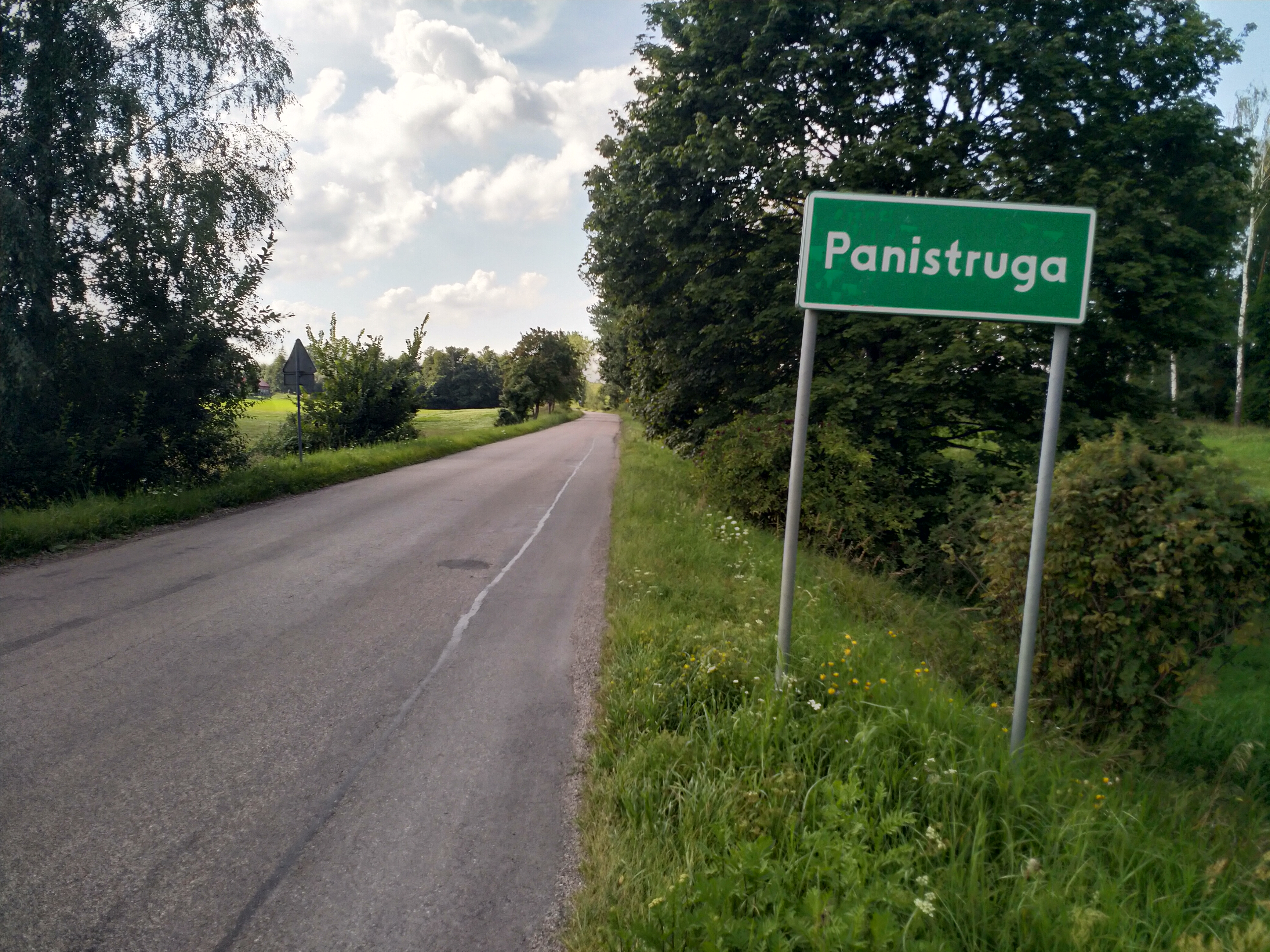
Panistruga (2024)

Panistruga (deutsch Panistrugga, 1927 bis 1945 Herrnbach) ist ein kleiner Ort in der polnischen Woiwodschaft Ermland-Masuren, der zur Gmina Stare Juchy (Landgemeinde (Alt) Jucha, 1938 bis 1945 Fließdorf) im Powiat Ełcki (Kreis Lyck) gehört.

## Geographische Lage
Panistruga liegt in der östlichen Woiwodschaft Ermland-Masuren, 21 Kilometer nordwestlich der Kreisstadt Ełk (deutsch Lyck).

## Geschichte
Im Jahr 1550 wurde das nach 1785 Panistruga und bis 1927 Panistrugga genannte Dorf, bestehend aus ein paar kleinen Höfen und Gehöften, gegründet. 1874 wurde es in den neu errichteten Amtsbezirk Orzechowen (polnisch Orzechowo) eingegliedert, wechselte nach 1878 in den Amtsbezirk Neu Jucha, der 1929 im Amtsbezirk Jucha aufging und schließlich 1939 in „Amtsbezirk Fließdorf“ umbenannt wurde. Bis 1945 war der Ort trotz aller Wechsel  dem Kreis Lyck im Regierungsbezirk Gumbinnen (ab 1905: Regierungsbezirk Allenstein) in der preußischen Provinz Ostpreußen zugeordnet. 
115 Einwohner waren im Jahr 1910 in Panistrugga registriert. Aufgrund der Bestimmungen des Versailler Vertrags stimmte die Bevölkerung im Abstimmungsgebiet Allenstein, zu dem Panistrugga gehörte, am 11. Juli 1920 über die weitere staatliche Zugehörigkeit zu Ostpreußen (und damit zu Deutschland) oder den Anschluss an Polen ab. In Panistrugga stimmten 80 Einwohner für den Verbleib bei Ostpreußen, auf Polen entfielen keine Stimmen.
Am 7. Mai 1927 wurde das Dorf in „Herrnbach“ umbenannt. Die Einwohnerzahl belief sich 1933 auf 94 und betrug 1939 nur noch 78.
Im Jahr 1945 wurde in Kriegsfolge das gesamte südliche Ostpreußen und mit ihm auch Panistrugga an Polen überstellt. Der Ort erhielt die polnische Namensform „Panistruga“. Er ist heute Sitz eines Schulzenamtes (polnisch Sołectwo) und somit eine Ortschaft im Verbund der Landgemeinde Stare Juchy ((Alt) Jucha, 1938 bis 1945 Fließdorf) im Powiat Ełcki (Kreis Lyck), bis 1998 der Woiwodschaft Suwałki, seither der Woiwodschaft Ermland-Masuren zugehörig.

## Religionen
Bis 1945 war Panistrugga in die evangelische Kirche Jucha (Fließdorf) in der Kirchenprovinz Ostpreußen der Kirche der Altpreußischen Union sowie in die römisch-katholische Kirche Lyck (polnisch Ełk) im Bistum Ermland eingepfarrt.
Heute gehört Panistruga katholischerseits zur Pfarrei Stare Juchy im Bistum Ełk der Römisch-katholischen Kirche in Polen. Die evangelischen Kirchenglieder halten sich zur Kirchengemeinde in der Kreisstadt Ełk, einer Filialgemeinde der Pfarrei Pisz (deutsch Johannisburg) in der Diözese Masuren der Evangelisch-Augsburgischen Kirche in Polen.

## Verkehr
Panistruga liegt an einer Nebenstraße, die – herkommend von Straduny (Stradaunen) an der polnischen Landesstraße 65, der einstigen deutschen Reichsstraße 132 – über Stare Juchy bis nach Wydminy (Widminnen) führt. 